# De mortuis nihil nisi bonum

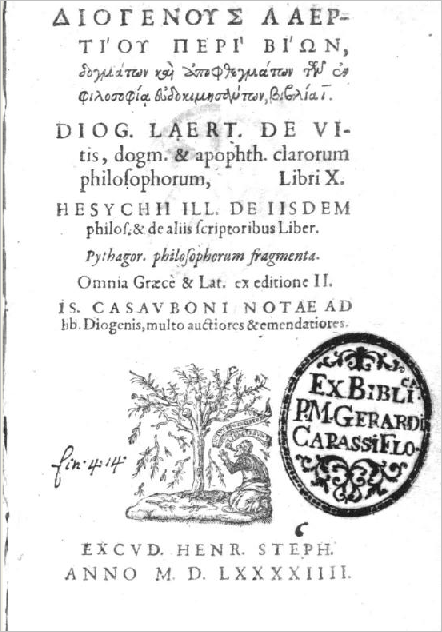
Page de titre du livre de Diogène Laërce, traduit en latin par Isaac Casaubon, éd. Henri Étienne, 1594.

De mortuis nihil nisi bonum (parfois abrégée en Nil nisi bonum) est une locution latine, d’origine grecque, dont la traduction littérale est : « Des morts : rien sinon le bien ». Parfois rendue en latin médiéval comme De mortuis nil nisi bene [dicendum est], l’aphorisme latin suggère qu’il est inconvenant de dire du mal des morts. 

## Origine
La première expression connue de cet adage se trouve chez Diogène Laërce, Vies, doctrines et sentences des philosophes illustres (IVe siècle), livre I, §§ 69-70, où il l’attribue au philosophe grec présocratique Chilon de Sparte, un des Sept sages de Grèce, (VIe siècle av. J.-C.). En grec ancien : τὸν τεθνηκóτα μὴ κακολογεῖν / tòn tethnēkóta mē kakologeîn. 
Au XVe siècle, le moine camaldule Ambrogio Traversari traduit le livre grec de Diogène Laërce en latin. L’œuvre est publiée en 1433 sous le titre de Laertii Diogenis vitae et sententiae eorum qui in philosophia probati fuerunt. Ce qui, dans l’atmosphère de la Renaissance, avec la redécouverte des classiques anciens, popularise considérablement cet aphorisme (avec beaucoup d’autres).